# Saint-Romain (Puy-de-Dôme)
Pour les articles homonymes, voir Saint-Romain.
Saint-Romain est une commune française, située dans le département du Puy-de-Dôme en région Auvergne-Rhône-Alpes. Ses habitants sont les « Romanos ».

## Géographie
Situé à flanc de coteau, le bourg, orienté au sud face aux monts d’Ardèche, est bien abrité des vents du nord, il accueille plusieurs gîtes et chambres d’hôtes ainsi qu'un café commerce. Lieu de départ de nombreuses promenades et sentiers balisés ainsi que des pistes de VTT, le village est le témoin des nombreux changements de la vallée.

### Lieux-dits et écarts
La Besse, Bessettes, les Gouttes (hameau disparu), Autoriche, Tignier, les Côtes, Valenchères, Mascural, le Lac, la Fougère, Raffiny, la Thiolière, Burianne, le Montel, le Monteillet, Marchand, Lossedat, Omps.

### Communes limitrophes
Ses communes limitrophes sont La Chaulme, Églisolles, Grandrif, Saillant, Saint-Anthème et Saint-Clément-de-Valorgue.

### Climat
Pour des articles plus généraux, voir Climat d'Auvergne-Rhône-Alpes et Climat du Puy-de-Dôme.
En 2010, le climat de la commune est de type climat des marges montargnardes, selon une étude du Centre national de la recherche scientifique s'appuyant sur une série de données couvrant la période 1971-2000. En 2020, Météo-France publie une typologie des climats de la France métropolitaine dans laquelle la commune est exposée à un climat de montagne ou de marges de montagne et est dans la région climatique  Nord-est du Massif Central, caractérisée par une pluviométrie annuelle de 800 à 1 200 mm, bien répartie dans l’année. 
Pour la période 1971-2000, la température annuelle moyenne est de 8,5 °C, avec une amplitude thermique annuelle de 16 °C. Le cumul annuel moyen de précipitations est de 925 mm, avec 9,8 jours de précipitations en janvier et 7,7 jours en juillet. Pour la période 1991-2020, la température moyenne annuelle observée sur la station météorologique de Météo-France la plus proche, « Saint-Anthème », sur la commune de Saint-Anthème à 5 km à vol d'oiseau, est de 6,9 °C et le cumul annuel moyen de précipitations est de 1 346,5 mm,. Pour l'avenir, les paramètres climatiques de la commune estimés pour 2050 selon différents scénarios d'émission de gaz à effet de serre sont consultables sur un site dédié publié par Météo-France en novembre 2022.

## Urbanisme

### Typologie
Au 1er janvier 2024, Saint-Romain est catégorisée commune rurale à habitat très dispersé, selon la nouvelle grille communale de densité à sept niveaux définie par l'Insee en 2022.
Elle est située hors unité urbaine et hors attraction des villes,.

### Occupation des sols
L'occupation des sols de la commune, telle qu'elle ressort de la base de données européenne d’occupation biophysique des sols Corine Land Cover (CLC), est marquée par l'importance des forêts et milieux semi-naturels (62,7 % en 2018), une proportion sensiblement équivalente à celle de 1990 (63,2 %). La répartition détaillée en 2018 est la suivante : 
forêts (62,7 %), prairies (25,1 %), zones agricoles hétérogènes (12,2 %). L'évolution de l’occupation des sols de la commune et de ses infrastructures peut être observée sur les différentes représentations cartographiques du territoire : la carte de Cassini (XVIIIe siècle), la carte d'état-major (1820-1866) et les cartes ou photos aériennes de l'IGN pour la période actuelle (1950 à aujourd'hui).

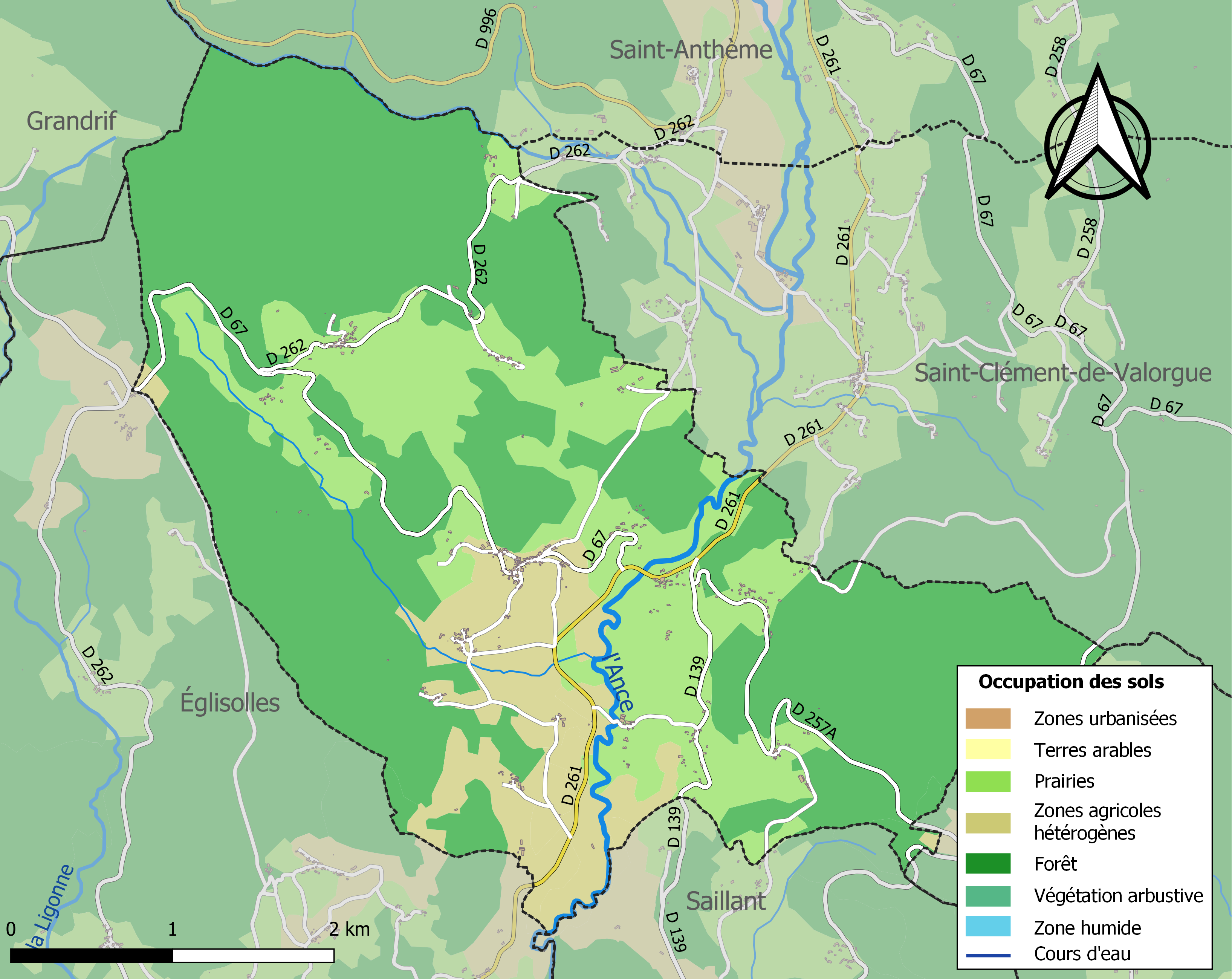
Carte des infrastructures et de l'occupation des sols de la commune en 2018 (CLC).

## Histoire
Au cours de la période révolutionnaire de la Convention nationale (1792-1795), la commune a porté le nom de Romain-Libre-du-Mont-d'Or.

## Politique et administration
| Période                                  | Période                         | Identité         | Étiquette | Qualité  |
| ---------------------------------------- | ------------------------------- | ---------------- | --------- | -------- |
| Les données manquantes sont à compléter. |                                 |                  |           |          |
| mars 2001 (réélu en mars 2014)           | ?                               | Alain Nigon      |           |          |
| février 2015 (réélu en 2020)             | En cours (au 14 septembre 2020) | Bernard Batisson |           | Retraité |

## Population et société

### Démographie
L'évolution du nombre d'habitants est connue à travers les recensements de la population effectués dans la commune depuis 1793. Pour les communes de moins de 10 000 habitants, une enquête de recensement portant sur toute la population est réalisée tous les cinq ans, les populations de référence des années intermédiaires étant quant à elles estimées par interpolation ou extrapolation. Pour la commune, le premier recensement exhaustif entrant dans le cadre du nouveau dispositif a été réalisé en 2004.

En 2022, la commune comptait 197 habitants, en évolution de −7,94 % par rapport à 2016 (Puy-de-Dôme : +2,1 %, France hors Mayotte : +2,11 %).
| 1793 | 1800  | 1806 | 1821 | 1831 | 1836 | 1841  | 1846  | 1851  |
| ---- | ----- | ---- | ---- | ---- | ---- | ----- | ----- | ----- |
| 804  | 1 041 | 978  | 802  | 864  | 970  | 1 047 | 1 054 | 1 048 |

| 1856 | 1861  | 1866  | 1872  | 1876  | 1881  | 1886  | 1891  | 1896 |
| ---- | ----- | ----- | ----- | ----- | ----- | ----- | ----- | ---- |
| 972  | 1 006 | 1 043 | 1 049 | 1 077 | 1 053 | 1 000 | 1 025 | 966  |

| 1901 | 1906 | 1911 | 1921 | 1926 | 1931 | 1936 | 1946 | 1954 |
| ---- | ---- | ---- | ---- | ---- | ---- | ---- | ---- | ---- |
| 944  | 966  | 937  | 826  | 771  | 637  | 628  | 544  | 508  |

| 1962 | 1968 | 1975 | 1982 | 1990 | 1999 | 2004 | 2006 | 2009 |
| ---- | ---- | ---- | ---- | ---- | ---- | ---- | ---- | ---- |
| 481  | 421  | 354  | 285  | 217  | 209  | 216  | 215  | 236  |

| 2014 | 2019 | 2022 | - | - | - | - | - | - |
| ---- | ---- | ---- | - | - | - | - | - | - |
| 220  | 207  | 197  | - | - | - | - | - | - |

## Culture locale et patrimoine

### Lieux et monuments
- L'Eglise Saint-Romain est inscrite aux Monuments Historiques depuis 1994.

### Patrimoine naturel
- La commune de Saint-Romain est adhérente du parc naturel régional Livradois-Forez.